# Mahsi

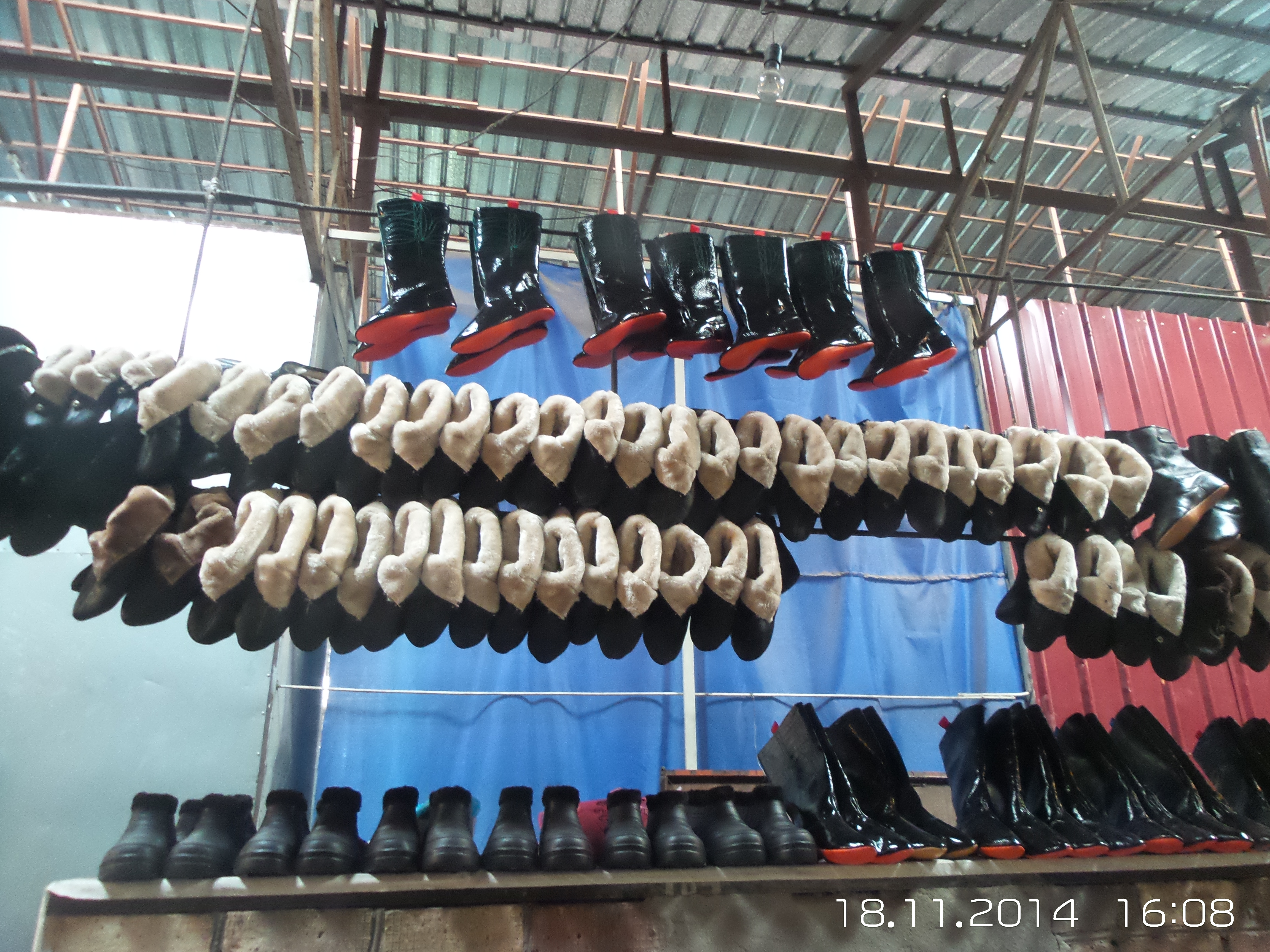
Usbekische Schuhe

Mahsi (usb. Mahsi; kirg.Маасы; tadschi. Маҳсӣ; turkm. Mahsy; pers. مسحی), ist, teils seit der Antike, ein Lederschuh oder Stiefel der sesshaften Transoxanien-Völker (Tadschiken, Usbeken, Kirgisen) und Chorasan (Perser, Turkmenen).
In der Regel wird der Mahsi aus kräftigem Schaf- oder Ziegenleder hergestellt, er hat keine steife Sohle. Es gibt weniger häufige Varianten, die aus dichtem Kuh- oder anderem Rindleder hergestellt werden. Es bestehen meist lange, bis zum Knie, seltener auch kurze, knapp über die Knöcheln reichende Mahsi. Da der Mahsi eine weiche, kaum wahrnehmbare Sohle hat, wird traditionell ein Kavush (spezieller Lacklederschuh) über dem Mahsi getragen. In Turkmenistan wurden Winter-Makhsi aus weichem Marokkoleder hergestellt. Im Laufe der Zeit geriet Marokko in Vergessenheit, die Stiefel bestehen heute aus dünnem Veloursleder. Beim Winter-Mahsi ist das Innere mit Schafwolle ausgefüttert. Traditionell hat der Schuh eine schwarze oder dunkelgrüne Farbe. In einigen Bezirken der Provinz Xorazm in Usbekistan sind neben den traditionellen Farben auch rote Mahsi für Frauen üblich, die anlässlich einer Hochzeit und anderer Feierlichkeiten getragen werden. Weibliche Mahsi können darüber hinaus kaum auffällige, hellere (dunkelgrüne oder braune) Muster haben, die mit der dunklen Hauptfarbe des Mahsi verschmelzen.
Der Mahsi besteht in der Regel aus drei Teilen: Kunj (Innere), Betlik (Außenteil) und Tagcharm (weiche Sohle). Es gibt sowohl Männer- (мардо́на) als auch Frauen- (заифо́на) und sogar Kinder- (бачкана́) Mahsi, die im Allgemeinen den gleichen Stil haben und sich nur in der Größe unterscheiden.
Auf in der Siedlung Afrosiab (Samarkand) gefundenen Fresken aus dem 5. bis 7. Jahrhundert sind Botschafter im Makhsi dargestellt.

## Die Geschichte
Der Mahsi hat eine alte Geschichte und ist seit undenklichen Zeiten unter den sesshaften Völkern von  Transoxanien und Chorasan verbreitet. Sie sind abgebildet in den bekannten Fresken aus dem 5. bis 7. Jahrhundert, die in der alten Burg von Afrasiab in Samarqand gefunden wurden. Mit dem Eindringen des Islam in diese Regionen wurde er als eine Art religiöser Schuh besonders populär. Mahsi und Kavush sind unverzichtbare Fußbekleidungen (besonders in der Winter-, Frühlings- und Herbstsaison) für Imame, Mullahs, Ajatollah, Scheichs und andere islamische Geistliche und Gläubige in der Region. Einige Geistliche behalten Mahsi und Kavush auch im heißen Sommer an. Auch bei anderen Bewohnern sind sie als Freizeitschuhe beliebt, die den Fuß vor Kälte und Matsch schützen.
Der Mahsi wird in der Regel heute über Socken getragen, in der Antike über hausgemachte Lumpen, Astar genannt, die an moderne Socken erinnern. In einigen Mahsi wurde der Astar in das Innere des Mahsi genäht, um den Gebrauch zu erleichtern und Verlust oder Diebstahl zu verhindern. Der Fußboden war zumindest früher immer mit Teppichen, Vorlegern oder Filzen bedeckt. Noch heute tragen Besucher in der Regel den Mahsi und entfernen nur die oberen Schuhe von Kavush und behalten den Mahsi an, da dieser eine saubere Sohle hat.

## Veranstaltungen und Herstellung
In einigen Regionen Usbekistans und Tadschikistans ist Mahsi heutzutage eines der Attribute der rituellen Kleidung, die Erwachsene bei Beerdigungen und während der sechsmonatigen Trauer nach dem Tod eines Familienmitglieds tragen.
Der Handwerker, der Mahsi von Usbeken, Tadschiken und Perser herstellt, wird Mahsidus (махсиду́з) genannt, und dieses Handwerk wird von Generation zu Generation weitergegeben. Bevor die Sowjetmacht nach Zentralasien kam, gab es in der Region viele erbliche und wohlhabende Handwerker-Mahsidusen, deren Zahl während der Sowjetzeit deutlich abnahm.